# Кубоки, Кадзусигэ
Кадзусигэ Кубоки (яп. 窪木 一茂; род. 6 июня 1989 в префектуре Фукусима, Япония) — японский профессиональный трековый и шоссейный велогонщик, выступающий за континентальную команду «Bridgestone Cycling». Призёр чемпионатов мира в скрэтче, многократный чемпион Азиатских игр, Азии, Японии.

## Достижения

### Трек
2011
Чемпионат Азии
3-й  Индивидуальное преследование
3-й  Командное преследование
3-й  Скрэтч
2012
1-й  Гонка по очкам, Чемпионат Японии
2013
Чемпионат Азии
2-й  Командное преследование
3-й  Омниум
2014
1-й  Омниум, Чемпионат Японии
3-й  Командное преследование, Азиатские игры
2015
2-й  Командное преследование, Чемпионат Азии
2016
2-й  Командное преследование, Чемпионат Азии

### Шоссе
2009
10-й Кубок Вице-президента
2012
3-й Тур Хоккайдо
2013
Чемпионат Японии
3-й  Индивидуальная гонка
5-й Джелаях Малайзия
2014
4-й Тур Хоккайдо
1-й  Очковая классификация
2015
Чемпионат Японии
1-й  Групповая гонка
4-й Индивидуальная гонка
2016
8-й Тур Китая II